# Castell de Linyola
Castell de Linyola és un monument del municipi de Linyola (Pla d'Urgell) declarat bé cultural d'interès nacional.

## Descripció
Gran casa senyorial de tres plantes. Planta baixa amb porxos d'arc de mig punt i accés principal de forma senzilla. Planta noble amb quatre finestres decorades amb sengles columnetes que sostenen la cornisa motllurada, correguda al llarg de tota la façana. Pis superior amb arcs rebaixats i decoració de motllures. La casa es troba realitzada amb pedra i fusta i l'interior resta molt reformat. A les llindes de les finestres són decorades amb escuts.

## Història
Castell-Palau, documentat el 1120. Es tracta del palau renaixentista dels barons de Linyola, dit el "castell", que ara estatja la Casa de la Vila. No és clar que correspongui a l'antic castell, que devia estar situat el centre del nucli antic. Aquesta casa fou construïda per un senyor, més tard fou destinada a instal·lar l'Ajuntament. La part de fora es troba en molt bones condicions mentre que la part interior ha sofert noves instal·lacions. Fou construïda al s. XVI, amb la idea de Palau renaixentista. L'any 1569, treballava a Linyola l'arquitecte Joan Longur, artífexs de la Torre dels Cardona a la Floresta. L'estada del mateix a Linyola antre els anys que fou construïda aquesta, fa pensar que aquest fos el traçador de l'edifici. Fou habitat per famílies nobles des del s. XVI fins al xviii. L'any 1902 l'edifici fou comprat pel poble al senyor Galceran amb la finalitat d'ubicar-hi l'Ajuntament i el forn de pa. Temps enrere i durant segles la Casa de la Vila estigué situada a la zona del Castell; l'any 1855 l'edifici que ocupava l'Ajuntament estava en ruïnes. En fer-se les obres del nou edifici, l'any 1908, es demanaren les pedres del cementiri vell, les quals, juntament, amb les que es recuperaren de l'enderroc de les carnisseries velles de la pl. Major, es va construir l'edifici. Cap a l'any 1916 en el pis superior hi havia l'escola graduada per a nens.